# Liselotte Ungers
Liselotte Ungers, geborene Gabler (* 29. Dezember 1925 in Wuppertal; † 6. Juli 2010), war eine deutsche Autorin, Buchsammlerin und Diplomkauffrau.

## Leben
Liselotte Gabler stammte aus der wohlhabenden Familie eines Wuppertaler Bauunternehmers und studierte Betriebswirtschaftslehre an der Universität zu Köln, die sie mit einem Abschluss als Diplom-Kauffrau verließ.
Hier lernte sie 1956 den Architekten Oswald Mathias Ungers kennen, den sie noch im selben Jahr heiratete. Das Paar hatte drei Kinder, Simon (1957–2006), der Architekt wurde, Sybille (* 1960) und die spätere Kunsthistorikerin und Galeristin Sophie Ungers (* 1962). Liselotte Ungers fungierte als Prokuristin der Prof. O.M.Ungers GmbH und Bauherrin aller Privathäuser der Familie.

Ausstellungsplakat der Studiogalerie (1977)

In den Jahren 1963 bis 1968 lebte die Familie in Berlin, danach zehn Jahre im Bundesstaat New York in den Vereinigten Staaten. Zurück in der Bundesrepublik, waren weitere Stationen Frankfurt am Main (1976) und Karlsruhe (1983). Lebensmittelpunkt blieb das in den ersten Jahren erbaute Haus in Köln-Müngersdorf.
Seit den 1970er Jahren, mit Unterbrechungen bis ins hohe Alter, publizierte Liselotte Ungers in den Themenbereichen Kultur- und Siedlungsgeschichte sowie Architektur und leitete die „Studiogalerie für Architektur - Liselotte Ungers“ im eigenen Wohn- und Bürogebäude in Köln-Müngersdorf. Ausgestellt wurden in den Jahren 1976–1978 u. a. Werke von Aldo Rossi („Le due Città“, 1975), Massimo Scolari („American Gas-Station/Ithaca“, 1976) und Stefan Wewerka („Stahlmonument 1“; 1975/76).
Darüber hinaus war sie eine leidenschaftliche Buchsammlerin; gemeinsam mit ihrem Mann baute sie seit den 1950er Jahren – über 50 Jahre hinweg – eine der größten Privatsammlungen zu Architektur und Architekturtheorie auf. Diese wurde zum Grundstock von Ungers Archiv für Architekturwissenschaft (UAA), das das Ehepaar 1990 als Stiftung gründete.
Liselotte Ungers starb 2010 und wurde auf dem Kölner Melaten-Friedhof beigesetzt.

## Veröffentlichungen (Auswahl)
- mit Oswald Mathias Ungers: Kommunen in der Neuen Welt. 1740 – 1971. Kiepenheuer und Witsch, Köln 1972, ISBN 3-462-00858-7.
- Die Rückkehr des Roten Mannes. Indianer in den USA. Kiepenheuer und Witsch, Köln 1974, ISBN 3-462-01009-3.
- Die Suche nach einer neuen Wohnform. Siedlungen der zwanziger Jahre damals und heute. Deutsche Verlags-Anstalt, Stuttgart 1983, ISBN 3-421-02804-4.
- Über Architekten. Leben, Werk & Theorie. DuMont-Literatur-und-Kunst-Verlag, Köln 2002, ISBN 3-8321-7218-1.